# Julianna Tunyzka
Julianna Ihoriwna Tunyzka (ukrainisch Юліанна Ігорівна Туницька, * 7. August 2003 in Kremenez) ist eine ukrainische Rennrodlerin.
Sie ist Schülerin und lebt in Kremenez.

## Sportliche Karriere

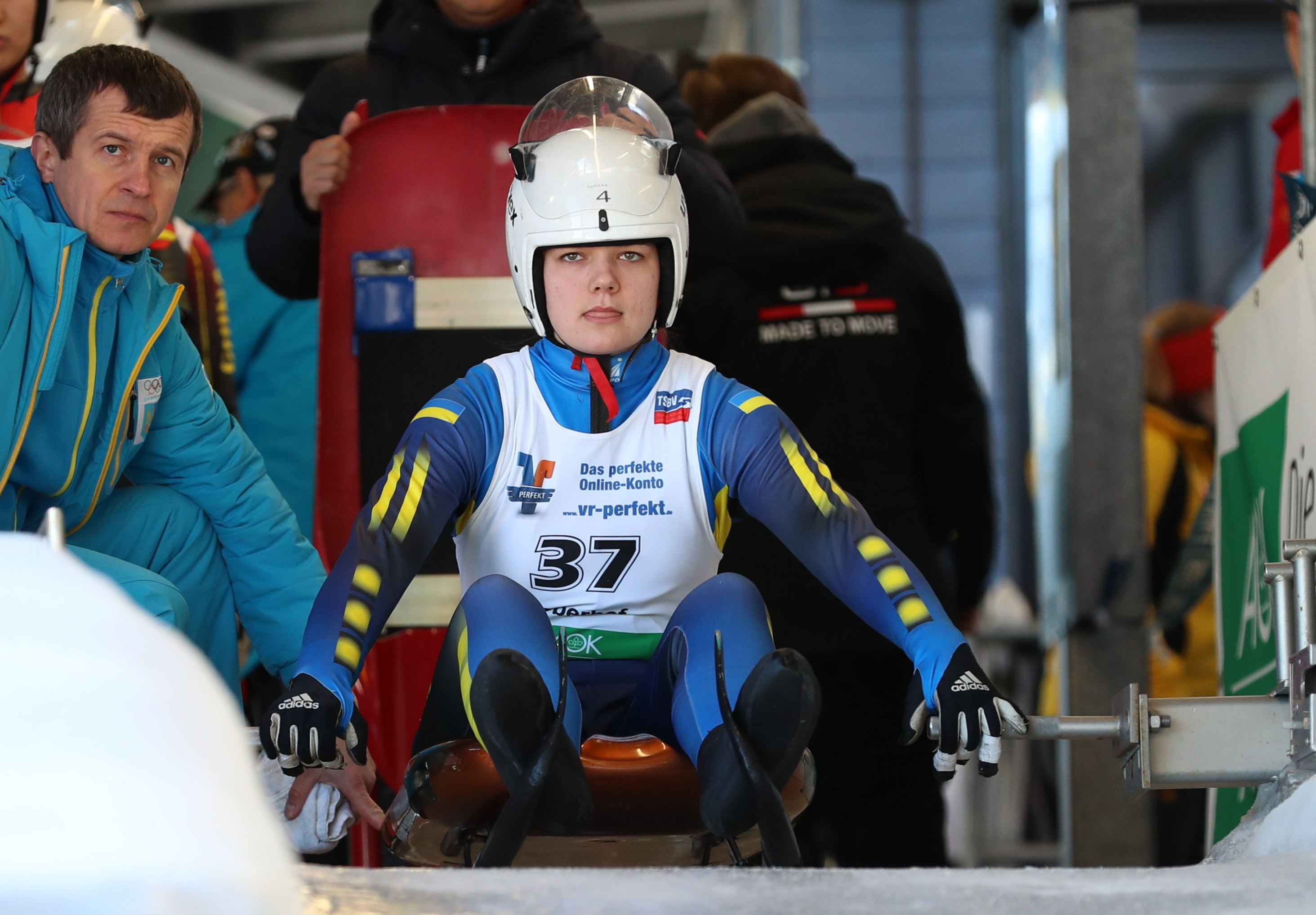
Tunyzka am Start des Jugend-Weltcuprennens im Februar 2019 in Oberhof

Nachdem Olena Schchumowa ihre Karriere nach den Olympischen Winterspielen 2018 beendet hatte und sich Darja Hula international nicht etablieren konnte, wurden zur nacholympische Saison 2018/19 im ukrainischen Nationalteam zwei Startplätze neben der erfahrenen Olena Stezkiw frei. Neben der drei Jahre älteren Olena Smaha wurde die talentierte Julianna Tunyzka vorgesehen, wie bei Smaha erfolgte der Aufbau jedoch langsam. Im Januar 2019 debütierte Tunyzka international am Königssee im Nationencup und qualifizierte sich als 18. sogleich, wenn auch sehr knapp, für ihr erstes Weltcuprennen, das sie auf dem 23. Rang beendete. Es blieb ihr einziger Weltcup-Auftritt in der Saison, die sie anschließend in einer Nachwuchsrennserie verbrachte. In St. Moritz verpasste sie hinter der Kanadierin Natalie Corless knapp den Sieg und wurde Zweite, auch in Winterberg und Oberhof erreichte sie als Zehnte und Sechste Top-Ten-Resultate. Bei den Juniorenweltmeisterschaften in Igls fuhr sie auf den 22. Platz im Einzel und wurde mit Oleh-Roman Pylypiw, Ihor Hoj und Myroslaw Lewkowytsch Staffel-Sechste.

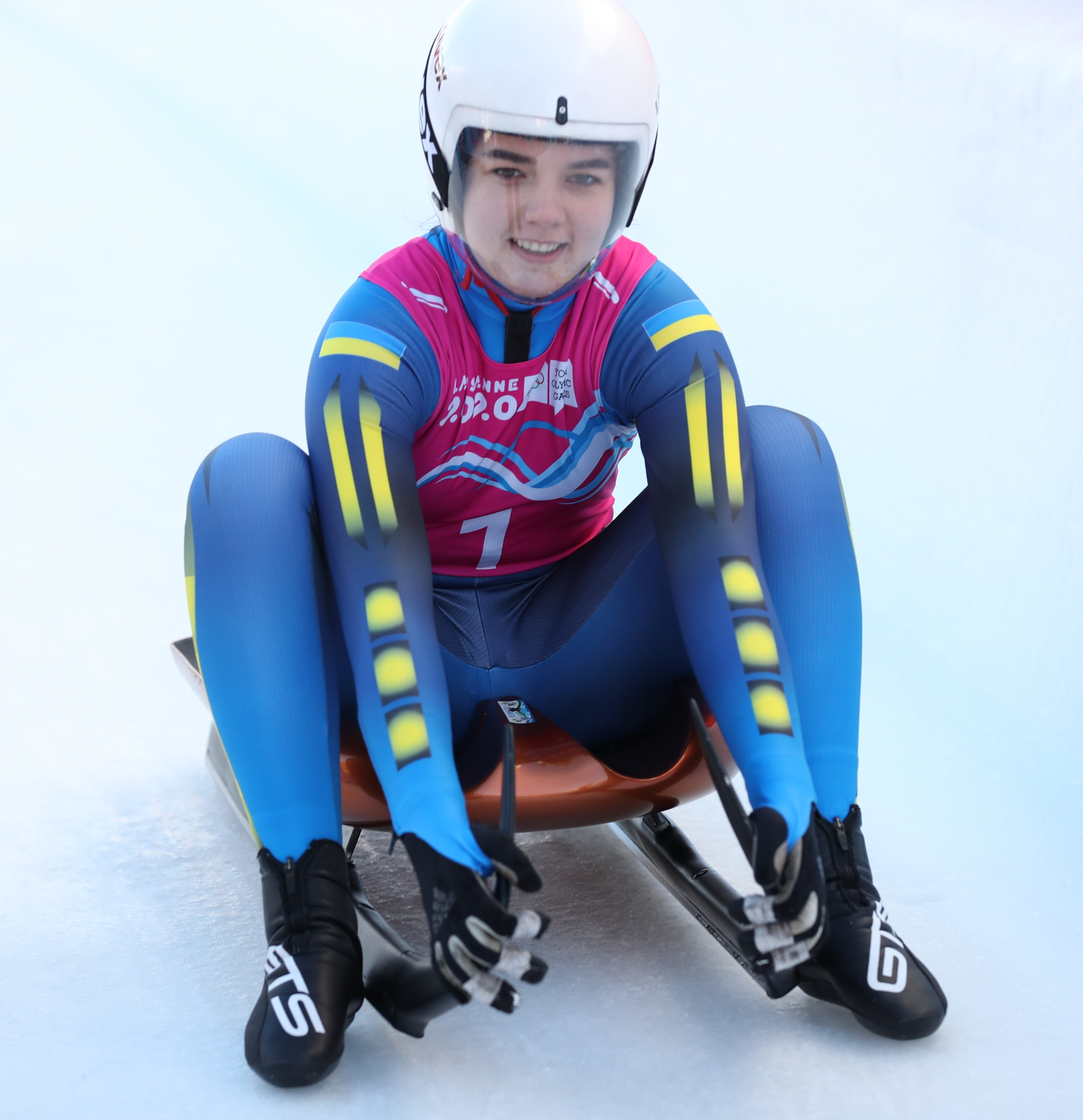
Tunyzka im Einzelrennen bei den Olympischen Jugendspielen 2020

2019/20 kam Tunyzka weder im Welt- noch im Nationencup zum Einsatz. Die Saison war ganz auf die Olympischen Jugend-Winterspiele von Lausanne ausgerichtet. Dazu trat sie mehrfach im Jugend-Weltcup an. In Igls verpasste sie die Top-Ten-Ränge noch, die sie anschließend bei zwei Rennen am Königssee jeweils erreichte. Bei den olympischen Rennen in St. Moritz konnte sich Tunyzka hinter den vier Favoritinnen Merle Fräbel, Jessica Degenhardt, Diana Loginowa und Caitlin Nash auf dem fünften Rang platzieren. Nach dem ersten der beiden Läufe lag sie sogar noch auf einem aussichtsreichen vierten Rang, ehe sie Nash im zweiten Lauf, in dem Tunyzka die fünftbeste Zeit fuhr, noch knapp in der Gesamtwertung überholte. Mit Kailey Allan, Nadia Falkensteiner, Katharina Putzer, McKenna Mazlo und Anna Čežíková ließ sie mehrere zu dem Zeitpunkt namhaftere Athletinnen hinter sich. An der Seite von Oleh-Roman Pylypiw und den Doppelsitzern Wadym Mykyjewytsch/Bohdan Babura wurde sie zudem im Staffelrennen Sechste. Saisonabschluss waren die Juniorenweltmeisterschaften in Oberhof. Hier musste sich Tunyzka mit im Schnitt deutlich älteren Starterinnen messen und wurde 24. in der Einzel-Konkurrenz sowie Zehnte an der Seite von Pylypiw und Mykyjewytsch/Babura.

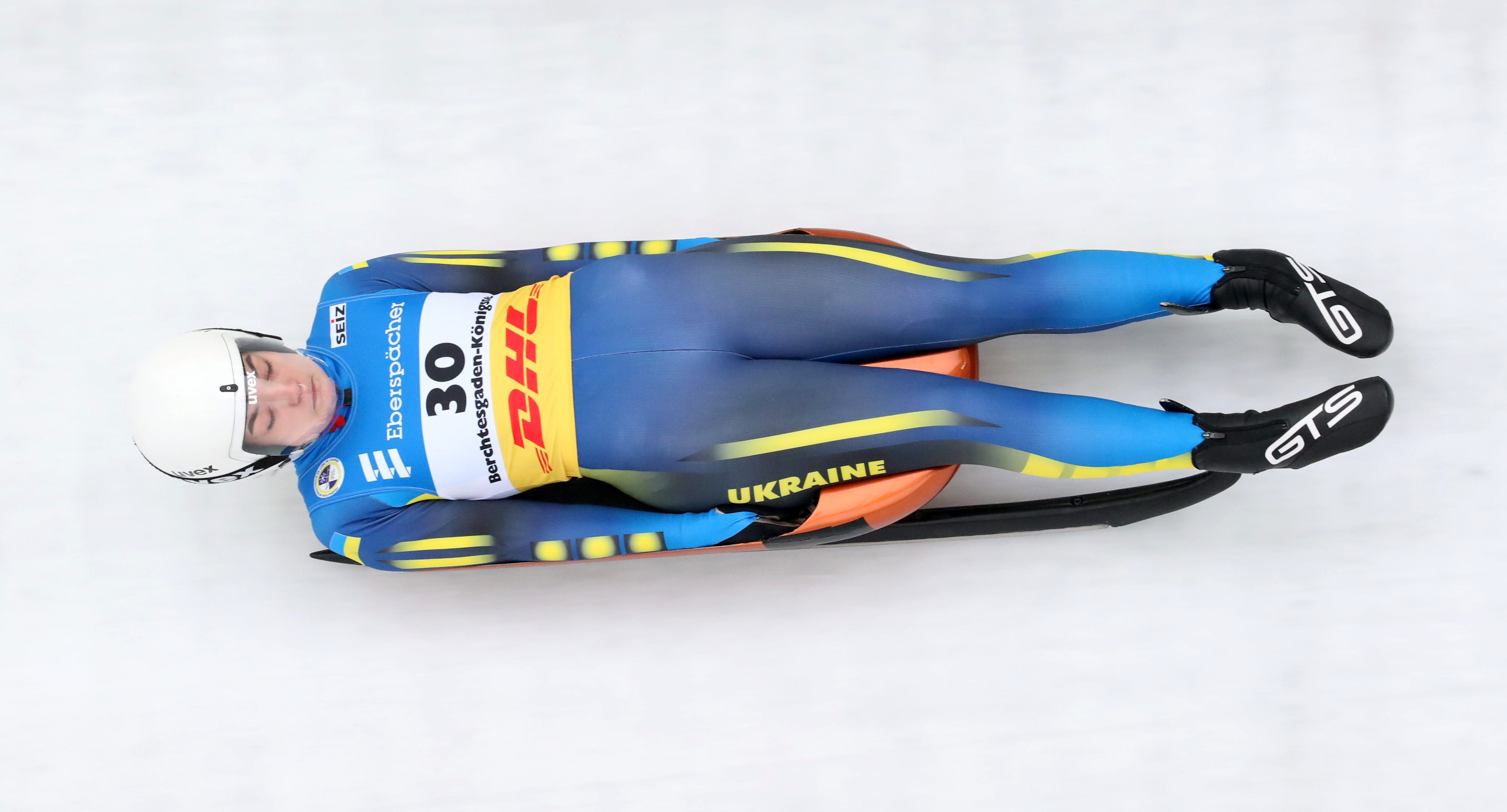
Tunyzka bei den Weltmeisterschaften 2021 am Königssee

Seit dem letzten Saisondrittel Saison 2020/21 startet Tunyzka regelmäßig im Weltcup. Sie debütierte hier in Sigulda, der Heimbahn der Ukrainerinnen und Ukrainer, und qualifizierte sich sofort als Sechste des Nationencups für das Hauptrennen, in dem sie 15. wurde. Es waren zugleich die Europameisterschaften, in deren Wertung sie Platz zwölf erreichte. In der separaten U23-Wertung der EM gewann sie hinter Elīna Ieva Vītola und Madeleine Egle die Bronzemedaille. Es war die zweite Medaille bei einer internationalen Rennrodel-Meisterschaft nach der Bronzemedaille von Natalja Jakuschenko bei den Weltmeisterschaften 2009. Auch in Igls und Oberhof gelang danach die Qualifikation für den Weltcup, in Oberhof erzielte sie mit Platz 21 erneut eine gute Platzierung. Obwohl sie sich in St. Moritz als Siebte des Nationencups erneut sicher für den Weltcup qualifiziert hatte, traten die Ukrainerinnen in dem Rennen nicht mehr an. Davor startete Tunyzka am Königssee bei ihren ersten Weltmeisterschaften und wurde nach einem 18. Platz in der Vorqualifikation 30. des Einzels, in der U23-Wertung belegte sie den 14. Platz. Zuvor schied sie als 41. in der Sprint-Qualifikation aus. In der Gesamtwertung des Weltcups wurde sie 37., in der des Nationencups 28.

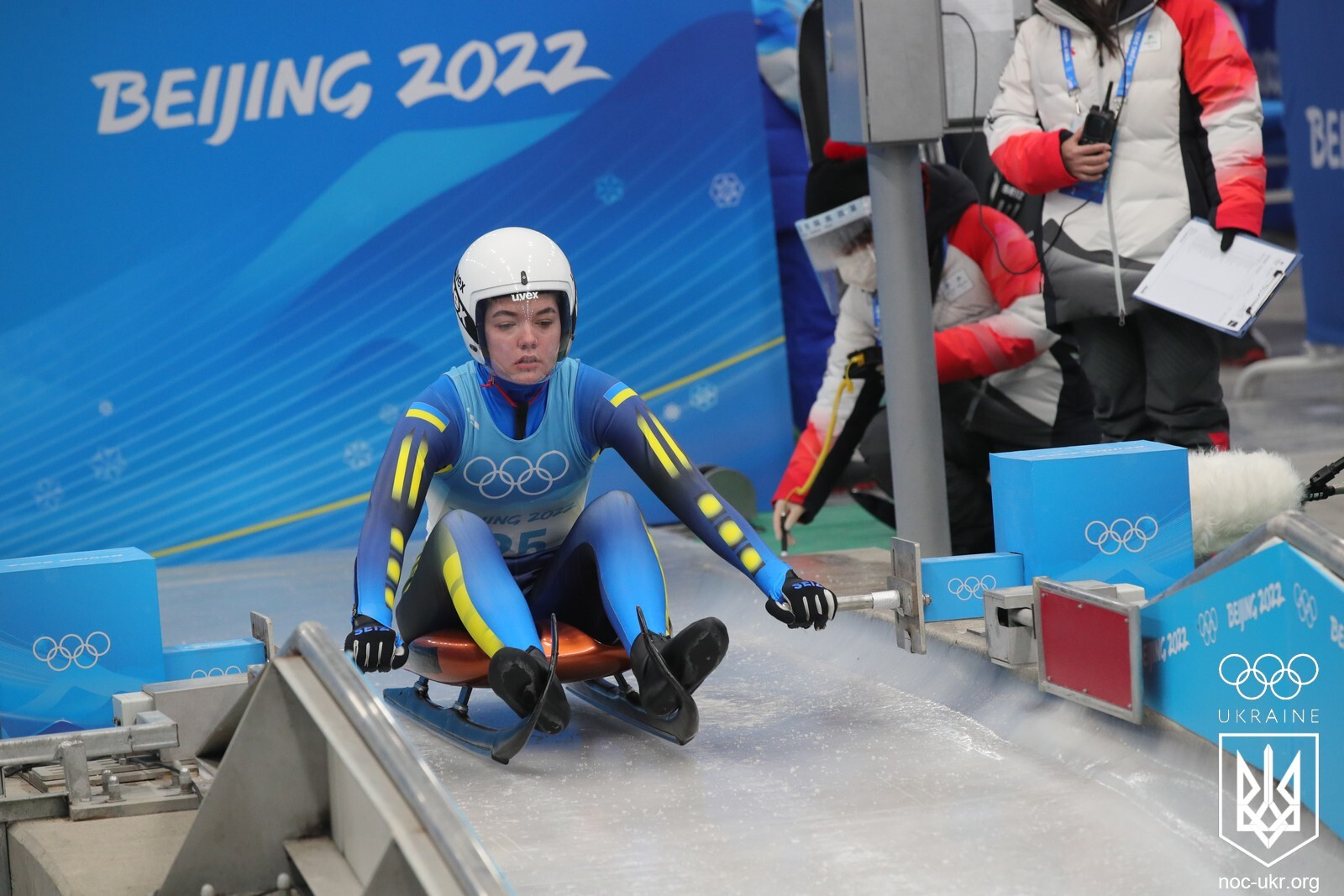
Tunyzka bei den Olympischen Winterspielen 2022 in Peking

In der Saison 2021/22 startete Tunyzka von Saisonbeginn an regelmäßig im Weltcup. Zum Saisonauftakt auf der Olympiabahn in Yanqing konnte sie sich wieder über den Nationencup für das Hauptrennen qualifizieren, in dem sie 24. wurde. Als einzige Ukrainerin im Weltcuprennen qualifizierte sie sich damit auch erstmals für die Teamstaffel, die bis dahin zumeist Olena Stezkiw bestritten hatte. Mit Anton Dukatsch sowie den Doppelsitzern Ihor Stachiw und Andrij Lyssezkyj kam sie auf den zehnten Rang. Nachdem sie bei den beiden Rennen in Sotschi die Qualifikation für das Weltcuprennen verpasst hatte, wurde Tunyzka in Altenberg Weltcup-26. und mit der Staffel in derselben Besetzung wie in China Siebte. Auch in Igls und Winterberg verpasste Tunyzka wieder das Hauptrennen, als 13. des Nationencups erreichte sie es wieder in Sigulda, wo sie anschließend 24. des Weltcup-Rennens wurde. Auch beim Weltcup-Finale in St. Moritz erreichte sie den Weltcup und wurde 26. Da es zugleich die Europameisterschaften 2022 waren, wurde sie in dieser Wertung 22., in der U23-EM-Wertung Neunte. Obwohl sie im Gesamtweltcup hinter Stezkiw und auch knapp hinter Smaha lag, wurde Tunyzka neben Stezkiw für die Olympischen Winterspiele 2022 von Peking nominiert, wobei sie von ihrem guten Resultat als beste Ukrainerin zum Saisonauftakt auf der Olympiabahn profitierte. Tunyzka zeigte einen sehr guten Wettbewerb und erreichte in den beiden ersten Wertungsläufen jeweils die 22. Zeit. Im dritten Lauf fuhr sie die 21-schnellste Zeit und verfehlte auf eben jenem Platz liegend den finalen vierten Wertungslauf der besten 20 nur um einen Platz.

## Rodel-Statistik

### Ergebnisse bei Meisterschaften
| Jahr | Olympische Spiele | Olympische Spiele | Olympische Spiele | Olympische Spiele | Weltmeisterschaften | Weltmeisterschaften | Weltmeisterschaften | Weltmeisterschaften | Weltmeisterschaften | Weltmeisterschaften | Europameisterschaften | Europameisterschaften | Europameisterschaften | Europameisterschaften | Europameisterschaften |
| Jahr | Olympia           | Olympia           | Jugendspiele      | Jugendspiele      | A-WM                | A-WM                | A-WM                | U23-WM              | Juniorinnen         | Juniorinnen         | A-EM                  | A-EM                  | U23-EM                | Juniorinnen           | Juniorinnen           |
| Jahr | Einzel            | Team              | Einzel            | Team              | Einzel              | Sprint              | Team                | U23-WM              | Einzel              | Team                | Einzel                | Team                  | U23-EM                | Einzel                | Team                  |
| ---- | ----------------- | ----------------- | ----------------- | ----------------- | ------------------- | ------------------- | ------------------- | ------------------- | ------------------- | ------------------- | --------------------- | --------------------- | --------------------- | --------------------- | --------------------- |
| 2019 | 0/                | 0/                | 0/                | 0/                |                     |                     |                     |                     | 22.                 | 06.                 |                       |                       | 0/                    |                       |                       |
| 2020 | 0/                | 0/                | 05.               | 06.               |                     |                     |                     |                     | 24.                 | 10.                 |                       |                       |                       |                       |                       |
| 2021 | 0/                | 0/                | 0/                | 0/                | 30.                 | 41.                 |                     | 14.                 |                     |                     | 12.                   |                       | 03.                   |                       |                       |
| 2022 | 21.               | 11.               | 0/                | 0/                | 0/                  | 0/                  | 0/                  | 0/                  |                     |                     | 23.                   | 09.                   | 09.                   | 04.                   | 05.                   |

### Platzierungen in Gesamtwertungen
| Saison  | Weltcup        | Weltcup        | Weltcup        | Weltcup        | Weltcup       | Weltcup       | Nationencup | Nationencup | Juniorinnen-Weltcup | Juniorinnen-Weltcup | Juniorinnen-Weltcup | Juniorinnen-Weltcup |
| Saison  | Gesamt-Weltcup | Gesamt-Weltcup | Einzel-Weltcup | Einzel-Weltcup | Sprintweltcup | Sprintweltcup | Nationencup | Nationencup | Juniorinnen-Weltcup | Juniorinnen-Weltcup | Juniorinnen-Weltcup | Juniorinnen-Weltcup |
| Saison  | Platz          | Punkte         | Platz          | Punkte         | Platz         | Punkte        | Platz       | Punkte      | Platz               | Punkte              | Platz               | Punkte              |
| ------- | -------------- | -------------- | -------------- | -------------- | ------------- | ------------- | ----------- | ----------- | ------------------- | ------------------- | ------------------- | ------------------- |
| 2014/15 |                |                | /              | /              |               |               |             |             |                     |                     |                     |                     |
| 2015/16 |                |                | /              | /              |               |               |             |             |                     |                     |                     |                     |
| 2016/17 |                |                | /              | /              |               |               |             |             |                     |                     |                     |                     |
| 2017/18 |                |                | /              | /              |               |               |             |             |                     |                     |                     |                     |
| 2018/19 | 44.            | 018            | /              | /              |               |               | 40.         | 023         |                     |                     |                     |                     |
| 2019/20 |                |                | /              | /              |               |               |             |             |                     |                     |                     |                     |
| 2020/21 | 37.            | 071            | /              | /              |               |               |             |             |                     |                     |                     |                     |
| 2021/22 | 33.            | 88             |                |                |               |               |             |             |                     |                     |                     |                     |